# Miguel Ángel Gil Marín
Miguel Ángel Gil Marín (Madrid, 28 de maig de 1963) és un empresari esportiu, criador de cavalls i veterinari espanyol, resident a La Finca, Pozuelo de Alarcón. És conegut per ser el propietari de la institució esportiva Club Atlético de Madrid conjuntament amb altres socis.

## Biografia
Fill de l'expresident de l'Atlètic de Madrid i alcalde de Marbella Jesús Gil, i de María Ángeles Marín Cobo, és actualment el conseller delegat de l'Atlètic de Madrid, i el màxim dirigent del club blanc-i-vermell.
Els seus germans també són part del club, a més d'Enrique Cerezo, qui n'és el president, i Abásolo, el tercer major accionista.
El 2004 va ser condemnat pel Tribunal Suprem a un any i mig de presó per cometre juntament amb el seu pare un delicte d'estafa contra l'Atlètic de Madrid, no va entrar a la presó perquè no tenia en aquell moment antecedents penals i ser la pena inferior als dos anys. Més tard, el 2011 l'Audiència Provincial de Madrid va acreditar la comissió de frau de llei en realitzar una ampliació de capital el 2003 amb la finalitat de perpetuar la majoria accionarial de la seva família i d'Enrique Cerezo quan aquesta havia estat revocada per l'Audiència Nacional. El 2019 figurava com la 192a major fortuna d'Espanya en la llista Forbes.

## Premis
Ha aconseguit l'ascens a la primera divisió de Mèxic amb l'Atlético de San Luis (vinculat a l'Atlètic de Madrid) el maig de 2019.
Ha estat guardonat el desembre de 2010 com el millor gestor esportiu de l'any després del doblet europeu aconseguit per Quique Sánchez Flores per al club blanc-i-vermell després d'assolir la UEFA Europa League contra el Fulham Football Club i la Supercopa d'Europa contra l'Inter de Milà de Rafa Benítez (els seus únics títols al costat d'una Copa Intertoto el 2007 i una final de Copa del Rei el 2010).
Aquest guardó xoca amb les crítiques rebudes dels afeccionats i periodistes, tenint en compte el seu passat i com va aconseguir les accions del club Atlètic de Madrid al costat del seu pare Jesús Gil.